# Alexander Heinrich Rietzschel

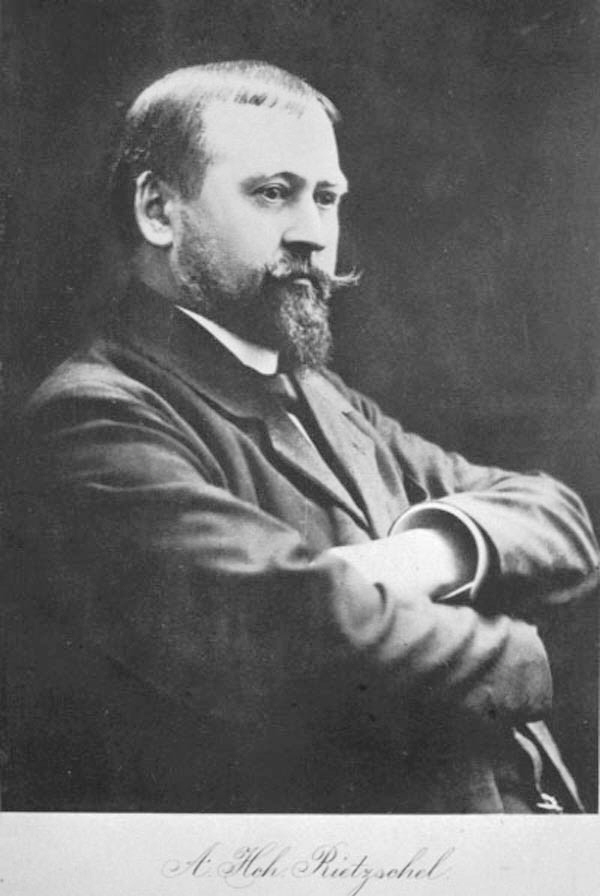
Alexander Heinrich Rietzschel

Alexander Heinrich Rietzschel (* 1860 in Dresden; † 1939) war ein deutscher Kamerakonstrukteur.

## Leben und Werk
A. Heinrich Rietzschel lernte den Beruf eines Feinmechanikers und Optikers bei Carl Zeiss in Jena. 1886 wechselte er nach München zu dem renommierten optischen Betrieb C.A. Steinheil und später zu G. Rodenstock. Rietzschel machte sich mit seiner Firma, „Optische Anstalt  A. Hch Rietzschel GmbH, München, Gabelsberger Str. 36/37“ 1896 selbständig und fertigte Kameraobjektive. Er baute ab 1900 die Kamera „Clack 1900“ und nannte sein Unternehmen in „A. Hch. Rietzschel G.m.b.H., Fabrik photographischer Apparate und Objektive“ um, in dem er 1901 schon ca. 100 Mitarbeiter beschäftigte. 1905 erhielt er ein Patent auf ein Ganzmetallgehäuse für eine Fotokamera. 1912 erfolgte eine Verlagerung der Werkstätten in die Aberlestr. in München 7, wo 1914 bereits fünfzehn verschiedene Kameramodelle gefertigt wurden.
Für alle Modelle stand eine Vielzahl von Objektiven eigener Herstellung zur Verfügung. Nach dem Ersten Weltkrieg kam das Unternehmen in wirtschaftliche Schwierigkeiten. Die Farbenfabriken Bayer kauften 1921 80 % von Rietzschels Firmenanteilen bei halbem Stimmrecht. Die restlichen Anteile gingen 1924 zu Bayer, die den Kaufmann Bruno Uhl zum Direktor ihrer Münchener „Camera-Werke“ machten. Im Dezember 1925 wurde im Rahmen der Schaffung der I.G. Farben AG der ganze Fotobereich von Bayer der Agfa zugeordnet.

## Produkte
- Clack 1900 für 10×12,5 cm Film oder 9×12 cm Platte mit 8,5 Objektiv
- Clack für 10×15 und 13×18 cm
- Stereo-Clack für 9×18 cm
- Platten-Clack für 9×12 und 13×18 cm
- Stereo-Platten-Clack für 8,5×17 cm
- Universal-Heli-Clack  für 9×12 und 10×15 cm
- Universal-Heli-Clack I Panorama für 13×18 cm
- Auto-Clack 701 für 9×12 mit doppeltem Auszug
- Heli-Clack III für 9×12 cm
- Heli-Tip 1 für 9×12
- Reform Clack 111 für 6,5×9 cm
- Kosmo-Clack Stereo für 45×107 mm